# Carlo A. Sigon
Carlo A. Sigon, noto anche come Carlo Sigon o Carlo Arturo Sigon (Monza, 23 novembre 1964), è un regista e sceneggiatore italiano.
Ha diretto il film La cura del gorilla e il documentario Zanetti Story. Il suo cortometraggio Ketchup ha vinto nel 1995 il Premio per il Miglior cortometraggio italiano sia al Festival del cinema di Venezia che al 
Festival Cinema giovani di Torino. Nel 1993 la sua campagna Max/Rizzoli del Corriere della Sera ha vinto il Leone di Bronzo al Festival internazionale della creatività Leoni di Cannes.

## Biografia
Carlo A. Sigon si è diplomato al Liceo Ginnasio Giovanni Berchet nel 1983 e ha iniziato l'attività di regista nel 1989. Negli anni novanta ha diretto cinque cortometraggi tra cui Kectchup, premiato nel 1995 come miglior corto sia al Festival del cinema di Venezia che al Festival Cinema giovani di Torino. Nel 2006 ha diretto il film La cura del gorilla, tratto dall'omonimo romanzo di Sandrone Dazieri, in cui recitano Claudio Bisio e Stefania Rocca e, nel 2014, il documentario (co-diretto con Simone Scafidi) Zanetti Story sul calciatore Javier Zanetti balzato al primo posto al box office. Nelle sue produzioni ha diretto diversi attori tra cui Sergio Castellitto, Dustin Hoffman, Antonio Banderas, Ernest Borgnine, Claudio Bisio, Stefania Rocca. 
Ha diretto video musicali per Claudio Baglioni, Pitura Freska ed Elio e le Storie Tese, con cui ha realizzato anche una mini-serie TV andata in onda su Rai 2.
Come regista pubblicitario ha realizzato spot per aziende nazionali e internazionali come Vodafone, UniCredit, LG Eletronics, BMW, Conad. 
Dal 2013 è docente di Regia pubblicitaria alla Civica Scuola di Cinema Luchino Visconti di Milano. Dal 2018 è Presidente di AIR3, Associazione Italiana Registi, che riunisce oltre 130 registi italiani.

## Filmografia

### Regista
Lungometraggi
- La cura del gorilla (2006)[3][4]

Documentari
- Zanetti Story (2014)[4]
- Inter - Due stelle sul cuore (2024)

Cortometraggi
- Marcia Funebre di una marionetta (1991)[7]
- Terra di nessuno (1993)[4]
- Festa (1994)[4]
- Ketchup (1995)[4]
- Apnea (1996)[7]

Videoclip
- Io sono qui - Claudio Baglioni (1995)[8]
- Tapparella - Elio e le Storie Tese (1996)[3]
- Disco-music - Elio e le Storie Tese (1999)[3]
- La Visione - Elio e le Storie Tese (1999)[3]
- La Bella Canzone di una Volta - Elio e le Storie Tese (1999)[3]
- Le Sorti de un Pianeta – Pitura Freska, per Emergency (2001)[9]

Televisione
- Vite bruciacchiate - mini-serie TV, 4 puntate, con Elio e le Storie Tese (1998)[3]

### Sceneggiatore
Lungometraggi
- La cura del gorilla (2006)[4]

Documentari
- Zanetti Story (2014)[3][4]

Cortometraggi
- Terra di nessuno (1993)[4]
- Festa (1994)[4]
- Ketchup (1995)[4]

Televisione
- Occhio a quei due (2009)[10]

### Produttore
- Festa (1994)[4]
- Ketchup (1995)[4]

### Attore
- 20 - Venti, regia di Marco Pozzi (2000)[4]
- Eva Braun, regia di Simone Scafidi (2015)[4][11]

## Premi e riconoscimenti
- Festival del cinema di Venezia 1995 - Vincitore del Premio AIACE per Ketchup
- Festival Cinema giovani di Torino 1993 - Candidatura per il Miglior cortometraggio italiano per Terra di nessuno
- Festival Cinema giovani di Torino 1994 - Candidatura per il Miglior cortometraggio italiano per Festa
- Festival Cinema giovani di Torino 1995 - Miglior cortometraggio italiano per  Ketchup
- Capalbio Cinema International Film Festival 1995 - Menzione speciale per Festa
- Festival internazionale della creatività Leoni di Cannes 1993 - Leone di Bronzo per la campagna Max/Rizzoli del Corriere della Sera